# Неодада

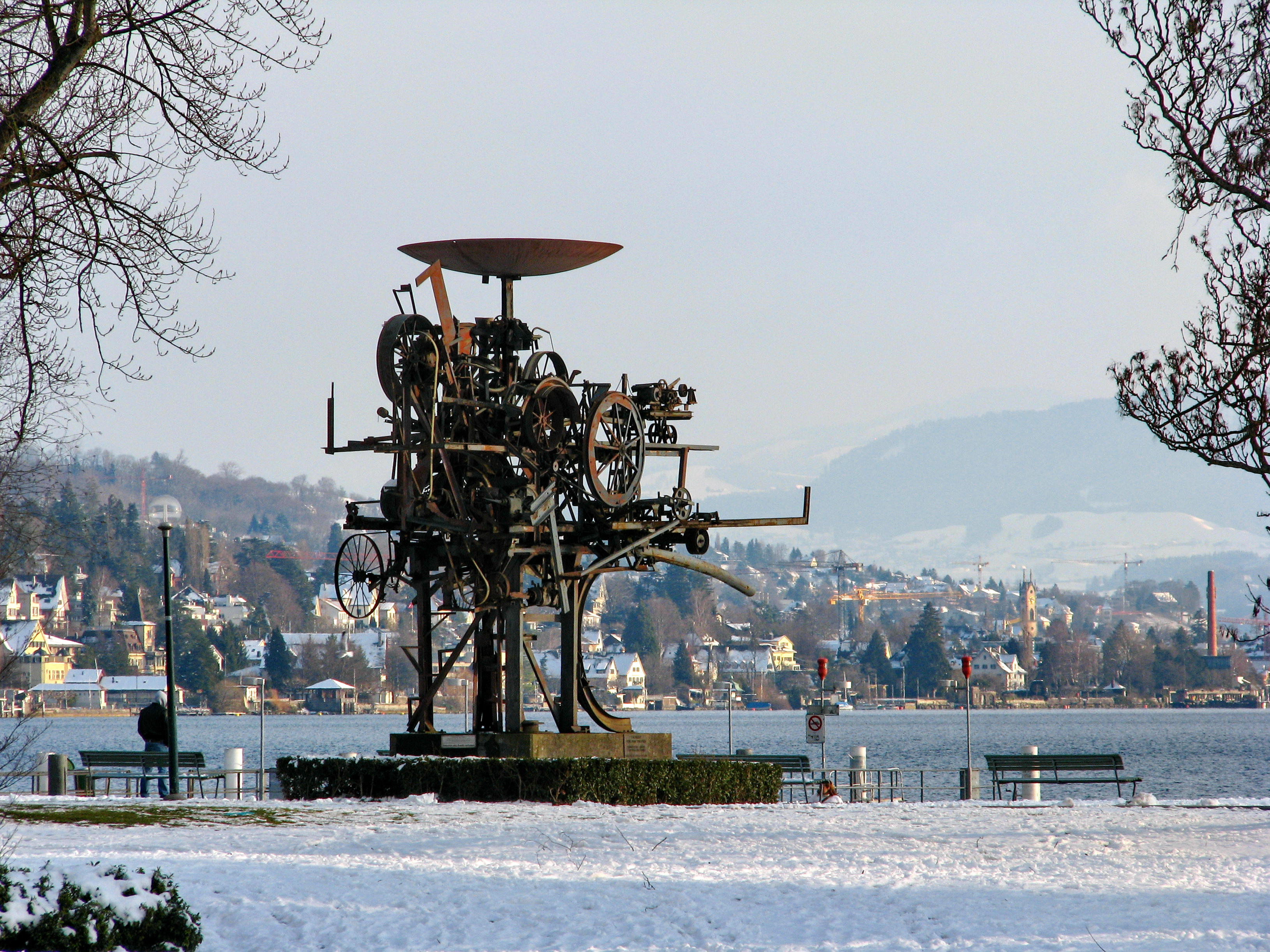
«Эврика» 1963.
Кинетическая скульптура Жана Тенгели

Неодадаизм (нео-дада)— термин, обозначающий различные стили, направления и произведения современного искусства, в которых угадываются мировоззренческие установки, возрожденные приёмы или методы исторического дадаизма.
Движение неодадаизма дало толчок к возникновению поп-арта в английском и американском искусстве. На Европейском континенте явные соответствия мы находим в работах художников группы «Новые реалисты», у представителей движения Флуксус.
В направлениях неодадаизма ярко выразились позиция отрицания искусства, стремление «растворить его в жизни», заменив художественное произведение объектом повседневного быта или абсурдной акцией.
Термин был введён американским критиком Барбарой Роуз.

## История
Повторный всплеск общественного интереса к дадаизму последовал вслед за публикацией исследования американского художника Роберта Мазервелла под названием «Художники и поэты Дада» (1951) и различных сочинений на эту же тематику на немецком языке начиная с 1957 года и позже. Вклад в популяризацию своего творчества внесли и некоторые бывшие дадаисты, хотя многие из них отвергали термин «нео-дада» и особенно его американскую интерпретацию на том основании, что произведения этого направления были, согласно их мнению, по своей сути вторичными по отношению к работам дадистов и не имели элемента новаторства, а также потому, что дадаисты находили эстетическое удовольствие в протесте против буржуазных эстетических концепций, а неодадаисты же, в свою очередь, потворствовали коммерциализации творчества.
Многие из художников, которые отождествляли себя с неодадаизмом, впоследствии перешли к другим направлениям, поэтому неодадаистскими можно считать лишь только определённые аспекты их ранних работ: в качестве примера здесь можно привести «Художественное освящение сваренного вкрутую яйца» (1959) Пьеро Мандзони, ― композицию из нескольких сваренных куриных яиц, каждое из которых он подписал отпечатком большого пальца, или его «Дерьмо художника» (1961) ― 90 консервных банок с фекалиями, цена которых была привязана к цене их веса в золоте, высмеивая тем самым концепцию оценки личного творчества художника и искусства в качестве товара.
Похожий стиль в создании коллажей и ассамбляжей можно усмотреть в мусорных скульптурах американца Ричарда Станкевича, чьи работы, созданные из металлолома, критики сравнивают с творчеством Швиттерса. Стоит отметить, что для всех этих произведений искусства, как в США, так и в Европе были предложены разные термины. Роберт Раушенберг обозначил как «комбайны» такие работы, как «Кровать» (1955), которая состояла из обрамлённого одеяла и подушки, покрытой краской и закрепленной на стене. Арман назвал «аккумуляциями» свои коллекции кубиков и бутылочных крышек, а также «мусором» (poubelles) содержимое мусорных баков, заключенное в пластик. Даниэль Споерри создавал свои «малые картины» (tableaux piège), самой ранней из которых был «Завтрак Кички» (1960), в которой остатки еды были приклеены к ткани и закреплены на столешнице, прикреплённой к стене.

## Представители течения
- Миммо Ротелла (Италия; 1918—2006)
- Йозеф Бойс (Германия; 1921—1986)
- Жан Тенгели (Швейцария; 1925—1991)
- Роберт Раушенберг (США; 1925—2008)
- Аллан Капроу (США; 1927—2006)
- Эдвард Кинхольц (США; 1927—1994)
- Джон Чемберлен (США; 1927—2011)
- Джаспер Джонс (США; род. 1930)
- Нам Джун Пайк (Корея, США; 1932—2006)
- Вольф Фостель (Германия; 1932—1998)
- Пьеро Мандзони (Италия; 1933—1963)